# 埃尔姆赫斯特
埃尔姆赫斯特（Elmhurst）是美国伊利诺伊州东北部芝加哥西郊杜佩奇县的城市。1837年始建，1881年设村，1910年设市。1849年通芝加哥-西北部铁路后居民增加。成为芝加哥市郊住宅区。有轻型制造业。